# Smogorówka Goniądzka
Smogorówka Goniądzka [smɔɡɔˈrufka ɡɔˈɲɔnt͡ska] est un village polonais de la gmina de Goniądz dans le powiat de Mońki et dans la voïvodie de Podlachie. Il se situe à environ 10 kilomètres à l'est de Goniądz, à 14 kilomètres au nord-est de Mońki et à 48 kilomètres au nord-ouest de Bialystok. 
Le village compte approximativement 120 habitants.